# Asclepiadaceae
Asclepiadaceae es un sinónimo de Apocynaceae y sus géneros transferidos a la subfamilia Asclepiadoideae.
- Datos: Q156689
- Multimedia: Asclepiadaceae / Q156689